# Gmina Apatin
Gmina Apatin (serb. Opština Apatin / Општина Апатин) – gmina w Serbii, w Wojwodinie, w okręgu zachodniobackim. W 2018 roku liczyła 26 760 mieszkańców.